# Матіас Кардасіо
Матіас Кардасіо (ісп. Mathías Cardacio, нар. 2 жовтня 1987, Монтевідео) — уругвайський футболіст, що грав на позиції півзахисника.
Виступав, зокрема, за клуб «Дефенсор Спортінг», а також національну збірну Уругваю.

## Клубна кар'єра
Народився 2 жовтня 1987 року в місті Монтевідео. Вихованець футбольної школи клубу «Насьйональ». Дорослу футбольну кар'єру розпочав 2007 року в основній команді того ж клубу, в якій провів один сезон, взявши участь у 19 матчах чемпіонату. 
Згодом з 2008 по 2013 рік грав у складі команд «Мілан», «Банфілд», «Атланте», «Лондрина» та «Астерас».
Своєю грою за останню команду привернув увагу представників тренерського штабу клубу «Дефенсор Спортінг», до складу якого приєднався 2013 року. Відіграв за команду з Монтевідео наступні три сезони своєї ігрової кар'єри.
Протягом 2016—2019 років захищав кольори клубів «Дорадос де Сіналоа», «Дефенсор Спортінг» та «Насьйональ».
Завершив ігрову кар'єру у команді «Дефенсор Спортінг», у складі якої вже виступав раніше. Повернувся до неї 2020 року, захищав її кольори до припинення виступів на професійному рівні у 2021 році.

## Виступи за збірні
У 2007 році залучався до складу молодіжної збірної Уругваю. На молодіжному рівні зіграв у 8 офіційних матчах.
У 2008 році дебютував в офіційних матчах у складі національної збірної Уругваю.
Загалом протягом кар'єри в національній команді, яка тривала 1 рік, провів у її формі 1 матч.
| Дата       | Місто    | Господарі | Результат | Гості   | Турнір           | Голи | Примітки |
| ---------- | -------- | --------- | --------- | ------- | ---------------- | ---- | -------- |
| 19-11-2008 | Сен-Дені | Франція   | 0 – 0     | Уругвай | товариський матч | -    |          |
| Усього     |          | Матчів    | 1         |         | Голів            | 0    |          |